# 버진 콜라
버진 콜라(영어: Virgin Cola)는 버진 드링크가 판매하는 콜라 음료수로 당시 리처드 브랜슨이 강력한 브랜드를 찾던 캐나다의 음료 회사인 코트 (Cott)와 신규 사업 진출을 요청했다 버진 그룹과 공동으로 개발하고 코카콜라, 펩시콜라 등 미국 제품에 맞서 1994년 영국에서 발매되어 유럽과 남아프리카공화국에서 판매한다. 또한 1998년에 미국에서 판매하지만 이후에 철수한다.
깡통에는 회장 리처드 브랜슨 사인과 "나는 여자로 말하면 버진 콜라는 세계 최고의 콜라입니다."라는 멘션이 쓰여있다. 페트병 디자인은 여배우 파멜라 앤더슨의 신체 굴곡을 본뜬 것이 특징이다.

## 같이 보기
- 버진 그룹